# Absorption (Psychologie)
Absorption ist eine Persönlichkeitseigenschaft oder ein Gefühlszustand, der sich durch eine Offenheit gegenüber emotionalen und geistigen Änderungen auszeichnet. Das Konstrukt wurde 1974 von A. Tellegen und G. Atkinson eingeführt, um Unterschiede in der Hypnotisierbarkeit zwischen Menschen zu erklären. "Offenheit für absorbierende Erfahrungen" sei eine Disposition, um sämtliche mentalen Ressourcen gebündelt auf ein Wahrnehmungsobjekt auszurichten. Dadurch werden diese als besonders real wahrgenommen, ablenkende Reize und Einflüsse ausgeblendet und es stelle sich ein allgemein verändertes Realitäts- und Selbstgefühl ein.
Die Absorptionsfähigkeit eines Menschen kann im Alltag unter anderem am Ausmaß der Gefühle, welche durch Medien wie Bücher, Musik oder Filme ausgelöst werden, beobachtet werden. Diese Fähigkeit kann durch Training verbessert werden. Absorption wird in der Regel mit positiven Emotionen assoziiert, wie dem Genuss von Musik und Kunst. Es gibt jedoch Hinweise, dass Absorption auch mit negativen Emotionen in Verbindung steht, wie Unausgeglichenheit, Häufigkeit von Albträumen oder Ängstlichkeit.
Menschen mit einer erhöhten Absorptionsfähigkeit oder korrelierenden Persönlichkeitseigenschaften können sich in der Regel häufiger an Träume erinnern als Menschen, die diese Persönlichkeitseigenschaften nicht besitzen.

## Messung
Die Absorptionsfähigkeit wird mit Hilfe von Fragebögen untersucht. Für die Messung der Absorptionsfähigkeit begründete Tellegen 1974 die Absorptionsskala (TAS: Tellegen Absorption Scale), welche aus 34 Fragen besteht. 1993 wurden diese von Ritz und anderen in die deutsche Sprache übertragen. Die Absorptionsskala (TAS) ist Teil des von Tellegen begründeten MPQ-Persönlichkeitstests (Multidimensional Personality Questionnaire). Hier wird die Absorptionsfähigkeit weiter unterteilt in die Eigenschaften Empfindungsfähigkeit (sentient) und Anfälligkeit gegenüber Fantasie- und geänderten Bewusstseinszuständen (prone to imaginitive and altered states).
Jamieson erstellte 2005 eine modifizierte Absorptionsskala (MODTAS), welche in fünf miteinander korrelierende Faktoren eingeteilt werden kann:
- Synästhesie
- Intensives Naturerleben
- Imaginative Beteiligung
- Veränderte Bewusstseinszustände
- Außersinnliche Wahrnehmung

Die Absorptionsfähigkeit steht unter anderen im Zusammenhang mit folgenden psychologischen Merkmalen:
- Hypnotisierbarkeit
- Imaginationsfähigkeit
- Synästhesie
- Tagträumen
- Erfahrungsoffenheit
- Phantasiebegabung